# Afrocrania
Afrocrania és un gènere monotípic d'arbres dioics afromontans que fan fins a 18 m d'alt. Té les inflorescències denses. Les flors masculines es disposen en cimes i les femenines en umbel·les. Els fruits són drupes.
La seva única espècie és Afrocrania volkensi, sinònim: Cornus volkensii